# Neuses (Scheinfeld)
Neuses (fränkisch: Naisi bzw. Noisi)  ist ein Gemeindeteil der Stadt Scheinfeld im Landkreis Neustadt an der Aisch-Bad Windsheim (Mittelfranken, Bayern). Neuses liegt in der Gemarkung Kornhöfstadt.

## Lage
Das Dorf liegt in einer Waldlichtung am Leyerbach, der im weiteren Verlauf Kleine Weisach genannt wird. Die Kreisstraße NEA 9 führt zur Staatsstraße 2261 (0,6 km westlich) bzw. nach Obertaschendorf (2,5 km östlich). Eine Gemeindeverbindungsstraße führt ebenfalls zur St 2261 (0,4 km nördlich) bzw. nach Kornhöfstadt zur Kreisstraße NEA 13 (2 km südlich).

## Geschichte
Der Ort wurde im Würzburger Lehenbuch von 1303 als „Nuͤwsetz“ erstmals urkundlich erwähnt. Aus der Bedeutung des Ortsnamens – zum neuen Sitz – kann geschlossen werden, das der Ort eine späte Ausgründung ist.
Mit dem Gemeindeedikt (frühes 19. Jahrhundert) wurde Neuses dem Steuerdistrikt und der Ruralgemeinde Kornhöfstadt zugeordnet. Im Zuge der Gebietsreform in Bayern erfolgte am 1. Januar 1972 die Eingemeindung nach Scheinfeld.

### Baudenkmäler
In Neuses gibt es vier Baudenkmäler:
- Katholische Kapelle St. Maria
- Bildstock
- Zwei Kruzifixe

ehemalige Baudenkmäler
- Fast durchweg erdgeschossige Wohnstallhäuser des 19. Jahrhunderts; verputzte Massivbauten mit meist dreiachsigen Giebel zur Straße: Häuser Nr. 6 (mit Kellerhals), 7, 8, 9, 10.[12]
- Haus Nr. 6: Im Türsturz bezeichnet „Georg Reting 1849“. Gleichzeitiger Backofen aus Bruchstein, mit Satteldach und tonnengewölbtem Vorraum.[12]

### Einwohnerentwicklung
| Jahr      | 001818 | 001836 | 001840 | 001861 | 001871 | 001885 | 001900 | 001925 | 001950 | 001961 | 001970 | 001987 |
| Einwohner | 77     | 84     | 84     | 93     | 87     | 83     | 70     | 71     | 65     | 53     | 55     | 48     |
| Häuser    | 12     | 14     | 14     |        |        | 15     | 15     | 13     | 12     | 12     |        | 12     |
| Quelle    | [ 8 ]  | [ 14 ] | [ 15 ] | [ 16 ] | [ 17 ] | [ 18 ] | [ 19 ] | [ 20 ] | [ 21 ] | [ 22 ] | [ 23 ] | [ 1 ]  |

## Religion
Neuses ist römisch-katholisch geprägt und war ursprünglich nach Mariä Himmelfahrt (Scheinfeld) gepfarrt. Seit 1931 ist die Kuratie St. Margaretha (Kornhöfstadt) zuständig.